# Doe Deer
Doe Deer – minialbum kanadyjskiego zespołu Crystal Castles, wydany 17 kwietnia 2010 roku przez Fiction Records. Utwór Doe Deer promuje drugi album studyjny grupy, (II). Zostało wydanych zaledwie 500 kopii albumu, na którym to oprócz tytułowego utworu znajdują się 3 wcześniej niewydane utwory b-side.

## Lista utworów
1. "Doe Deer" – 1:38
2. "Seed" – 1:48
3. "Insectica" – 1:42
4. "Mother Knows Best" – 2:01